# Lojzka Bratuša
Lojzka (Alojzija) Bratuša roj. Srčič (* 4. junij 1939), je slovenska športnica, tekačica na dolge proge in trikratna svetovna prvakinja v gorskem teku v kategoriji seniorjev.
Tekmovala je na maratonih po Sloveniji in širom Evrope (Avstrija, Madžarska, Španija, Češka, Švica itd.) ter še dandanes v kategoriji seniorjev dosega lepe rezultate na mednarodnih maratonih in gorskih tekih.
Leta 2015 je kot ambasadorka teka od predsednika Boruta Pahorja v Ljubljani osebno sprejela njegovo pokroviteljstvo nad 5. medgeneracijskim tekom Štafeto modrosti 2015.
Živi v Mariboru s soprogom Leopoldom Dolencem (*1931), upok. arhitekturnim projektantom in maratonskim tekačem.